# La leyenda del viento del Norte
La leyenda del viento del Norte (Ipar haizearen erronka en euskera) es una película española de animación y aventuras de 1992 dirigida por Juan Bautista Berasategi. Originalmente, y debido a una cuestión legal, la dirección del film había sido atribuida solo a Maite Ruiz de Austri y Carlos Varela, a pesar de que existió en su momento controversia al respecto, y se afirmó que estos no habían realizado la mayor parte de esa labor.
Fue producida por la productora alavesa Episa Euskal Pictures Internacional, que contó con la colaboración de Euskal Media y Euskal Telebista. Iñigo Silva se hizo cargo de esta producción de 1991, basada en una idea original de Gregorio Muro.

## Sinopsis
Para conseguir sus manos en una vaina valiosa de ballenas, Athanasius, un temerario europeo del siglo XVII en Terranova intenta liberar los poderes del mítico Viento del Norte, que estaba atrapado en una vasija sagrada gracias a un pacto secreto compartido por los balleneros vascos de San Juan de Pasajes y los indios Mi'kmaq de Terranova. Ahora, el descendiente de aquellos indios, Watuna, y los descendientes de aquellos marineros vascos, Ane y Peiot, deben derrotar al malvado Athanasius antes de lograr su propósito.

## Reparto

### Voces en vasco (voces originales)
- Xabier Euzkitze ... Narrador
- Xebe Atencia ... Pello
- Asun Iturriagagoitia ... Ane
- Luz Enparanza ... Watuna
- Xabier Euzkitze ... Captain Galar
- Kepa Cueto ... Viento del Norte/Athanasius
- Xabier Ponbo ... Bakailu
- Aitor Larrañaga ... Martin
- Tere Jaioas ... El Mar

### Voces españolas (doblaje)
- Damián Velasco
- Chelo Vivares
- Gonzalo Durán
- Vicente Gisbert
- Isabel Fernández
- María José Castro
- Ángela María Romero
- Amparo Climent
- Teófilo Martínez
- Pedro Sempson
- José Carabias
- Daniel Dicenta
- Eduardo Jover
- José María Martín

## Producción
El film se llevó a cabo en España bajo el título de trabajo de "Los Balleneros", antes de ser lanzado al mercado en 1992 con el título de La leyenda del Viento del Norte.
Originalmente, el film se editó acreditando como directores a Maite Ruiz de Austri y Carlos Varela, pero Berasategi demandó a los productores por plagio, alegando que la mayor parte del film fue realizada bajo su dirección, y que Ruiz de Austri y Varela habían recibido una atribución indebida por un trabajo originalmente suyo. Berasategi ganó el caso y recibió el reconocimiento legal de haber dirigido la película. Este fallo del juicio se refleja en las últimas ediciones del film, en el que los directores que originalmente aparecían en los créditos han sido sustituidos por Berasategi.
El conocido ex-showman televisivo, webmaster, director, productor y actor español de cine pornográfico Torbe (Ignacio «Natxo» Allende Fernández) trabajó en el film como dibujante animador/asistente de animación, y aparece en los créditos finales como "Nacho Allende".
A su vez, esta película tuvo una secuela llamada El regreso del viento del norte (Ipar haizearen itzulera) en 1993, al igual que una serie de televisión que consta de 13 episodios de 20 minutos de duración cada uno.

## Controversia sobre la autoría del film
Balearenak (1991) es una película inédita dirigida por Juan Bautista "Juanba" Berasategi, que después de muchos avatares pudo ser terminada gracias a la productora EPISA, que la había comprado en 1990 por 64 millones de pesetas.[cita requerida] Al no entregarla Berasategi, EPISA tuvo que aportar otros numerosos recursos económicos y humanos para completarla.[cita requerida]
La leyenda del viento del Norte es considera como una versión de Balearenak autorizada por el Ministerio de Cultura, los guionistas originales y el propio director. Berasategi no quiso figurar en ella como tal, ya que según él esta versión era una mala copia, con materiales desechados de la anterior, y donde solo cambiaba la banda sonora. Por ello la productora EPISA no lo incluyó en los créditos junto a los otros dos directores, Carlos Varela y Maite Ruiz de Austri.[cita requerida]
Berasategi denunció a Episa aduciendo que La leyenda del Viento del Norte era un burdo plagio de su obra Balleneros, una película de aventuras con marcado acento ecologista de la que ya hablaba la prensa a principios de 1991. En una sentencia dictada por la Audiencia Provincial de Álava el 24 de marzo de 1999, declarada firme por el Tribunal Supremo el 3 de mayo de 2001, se reconoció la autoría como director a Juanba Berasategi, considerando correcta la aserción del último de que fue suplantado por los directores Maite Ruiz de Austri y Carlos Varela. Los hechos se presentaron como vulneración de los Derechos de autor por "realización de copia o plagio".
Berasategi pasó a ser el único director reconocido de La leyenda del viento del Norte; a pesar de su demanda inicial por plagio, no le importó ser reconocido también como director de lo supuestamente plagiado, siendo un caso tal vez único en la historia del cine, en el cual la parte ofendida no pide la destrucción de la obra plagiaria sino que la asume como autor, a pesar de haberla denostado públicamente.